# Hydrellia bumbunae
Hydrellia bumbunae är en tvåvingeart som beskrevs av Canzoneri 1982. Hydrellia bumbunae ingår i släktet Hydrellia och familjen vattenflugor.
Artens utbredningsområde är Sierra Leone. Inga underarter finns listade i Catalogue of Life.